# Centralne Laboratorium Badawcze Uniwersytetu Przyrodniczego w Lublinie
Centralne Laboratorium Badawcze Uniwersytetu Przyrodniczego w Lublinie – współpracuje z otoczeniem gospodarczym i jednostkami Uczelni w prowadzeniu badań naukowych, wdrożeniowych i usługowych w oparciu o posiadaną infrastrukturę badawczą. Laboratorium obok pracy badawczej prowadzi również kształcenie kadry naukowej, jak i studentów, m.in. w zakresie analizy instrumentalnej.

## Historia
W dniu 20 lutego 1969 roku, decyzją rektora uczelni prof. dr hab. Ewalda Sasimowskiego powołane zostało Centralne Laboratorium Aparaturowe. Laboratorium jako jednostka międzywydziałowa dysponowało dużym potencjałem badawczym zwłaszcza w zakresie analiz chromatograficznych. Posiadane urządzenia analityczne były wówczas pierwszymi i jedynymi w lubelskim ośrodku naukowym, np. spektrometr absorpcji atomowej czy analizator aminokwasów.
Od lat 90. nastąpił intensywny rozwój Laboratorium, które sukcesywnie poszerzano bazę aparaturową. Ulokowane było w trzech lokalizacjach: Collegium Zootechnicum, Collegium Veterinarium oraz w pomieszczeniach Hali Wegetacyjnej. W tym okresie Laboratorium dokonało ponad półtora miliona rejestrowanych oznaczeń w ciągu 294 tys. godzin.
W dniu 13 marca 2009 roku rektor Uniwersytetu Przyrodniczego w Lublinie prof. dr hab. Marian Wesołowski podpisał z Polską Agencją Rozwoju Przedsiębiorczości umowę o dofinansowanie projektu „Wyposażenie Centralnego Laboratorium Agroekologicznego Uniwersytetu Przyrodniczego w Lublinie”. Celem projektu było stworzenie i udostępnianie przedsiębiorcom oraz instytucjom naukowo-badawczym profesjonalnej infrastruktury do prowadzenia certyfikowanych prac badawczych i pomiarowych. Centralne Laboratorium Agroekologiczne powstało w oparciu o pracowników oraz infrastrukturę Centralnego Laboratorium Aparaturowego. Laboratorium ulokowane zostało w Lubelskim Parku Naukowo-Technologicznym S.A.
W roku 2018 w związku z dostosowaniem Uczelni do wymogów stawianych przez Ministerstwo Nauki i Szkolnictwa Wyższego reorganizacją objęte zostało również Centralne Laboratorium Agroekologiczne. Decyzją rektora Uniwersytetu Przyrodniczego w Lublinie prof. dr hab. Zygmunta Litwińczuka z dniem 1 grudnia 2018 roku na bazie Centralnego Laboratorium Aparaturowego utworzone zostało Centralne Laboratorium Badawcze. Zmieniono również siedzibę Laboratorium, które ulokowano w nowoczesnych pomieszczeniach laboratoryjnych zlokalizowanych w Centrum Innowacyjno-Wdrożeniowym Nowych Technik i Technologii Uniwersytetu Przyrodniczego.

## Siedziba
Centralne Laboratorium Badawcze mieści się w budynku Centrum Innowacyjno-Wdrożeniowego Uniwersytetu Przyrodniczego w Lublinie przy ul. Głęboka 28, 20-612 Lublin. 
Lokalizacja laboratorium wielokrotnie zmieniała w okresie jego funkcjonowania. Początkowo zlokalizowane było przy ul. Akademickiej 13. Z uwagi na trudności lokalowe rozbudowującego się Uniwersytetu w 2009 przeniesione zostało do powstałego Lubelskiego Parku Naukowo-Technologicznego, który zapewnił nowoczesną bazę lokalową. Rozbudowa bazy lokalowej Uczelni, pozwoliła w roku 2019 na przeniesienie Laboratorium do budynku Centrum Innowacyjno-Wdrożeniowego Uniwersytetu przyrodniczego w Lublinie.

## Pracownie Badawcze
1. Pracownia Wysokosprawnej Chromatografii Cieczowej
2. Pracownia Analizy Wód
3. Pracownia Chromatografii Gazowej i Spektrometrii Mas
4. Pracownia Badań Środowiskowych
5. Pracownia Atomowej Spektrometrii Emisyjnej i Analizy Rentgenowskiej
6. Pracownia Analizy Podstawowych Składników Odżywczych
7. Pracownia Absorpcyjnej Spektrometrii Atomowej
8. Pracownia Mikroskopii Optycznej i Elektronowej

## Kierownictwo
- prof. dr hab. Janusz Wierciński
- dr hab. Radosław Kowalski
- dr Grażyna Kowalska
- mgr Robert Zakrzewski
- dr Michał Rudaś
- dr inż. Tomasz Czernecki

## Akredytacje
- 2009 - System zarządzania jakością wg PN-EN 9001:2001
- 2012 - Akredytacja, PN-EN ISO/IEC 17025:2005 zarządzania jakością w laboratoriach badawczych